# Шаррино, Сальваторе
Сальваторе Шарри́но (итал. Salvatore Sciarrino; 4 апреля 1947, Палермо) — итальянский композитор.

## Биография
Учился в Перудже, Милане, Флоренции. В 1987—1991 возглавлял городской театр Болоньи, был ассистентом Луиджи Ноно. Написал свыше 150 сочинений в самых различных жанрах — для музыкального и драматического театра (в том числе, к спектаклю К. Бене Lectura Dantis, 1986), для симфонического оркестра (с солистами и без них), для хора, для камерных (вокальных и инструментальных) исполнительских составов.
Сальваторе Шаррино был самоучкой, он начал сочинять в возрасте двенадцати лет, первый публичный концерт прошел в 1962 году. То, что характеризует его музыку — это желание побудить пользователя к другому способу прослушивания и новому осознанию реальности и себя. После получения бакалавра учился несколько лет в университете в своем городе, в 1969 Сальваторе оставил Сицилию для того, чтобы переехать в Рим, в 1977 году переехал в Милан. В 1977 году в театре Ла Скала в Милане состоялось первое представление его Колыбельной, под руководством Клаудио Аббадо.
Между 1978 и 1980-х годов был художественным руководителем Театра Комунале в Болонье, в 1987 году представил на Оперном фестиваль Россини оркестровую версию кантаты "Жанна Д’Арк", изначально написанную для сольного голоса и фортепиано Джоакино Россини в 1832 году. Также преподавал в консерватории Джузеппе Верди в Милане (1974—1983), в Перудже (1983—1987) и Флорентийской консерватории имени Луиджи Керубини (1987—1996).
Он получил множество наград, включая премию Prince Pierre de Monaco (2003) и международную премию Фельтринелли (2003). В 2006 году получил Музыкальную премию Зальцбурга (Musikpreis Salzburg).
Композитор Борис Порена посвятил Сальваторе Шаррино сонату для скрипки и фортепиано (CBP VIIb:16 в каталоге Patrizia Conti) 20 апреля 1990 года.
С 1983 года проживает в Умбрии в Читта-ди-Кастелло.

## Произведения
- Амур и Психея, одноактная опера (1972)
- Шесть каприсов, для скрипки соло (1976)
- Aspern, зингшпиль в двух действиях (1978)
- Сюита «Aspern», для сопрано и ансамбля (1979)
- Che sai guardiano della notte?, для кларнета и маленького оркестра (1979)
- Cailles en sarcophage, опера в трех частях (1980)
- Introduzione all’oscuro для 12 инструментов (1981)
- Efebo con radio для оркестра (1981)
- Гермес, для флейты соло (1984)
- Лоэнгрин, «невидимое действо» (1984)
- Аллегория ночи, для скрипки с оркестром (1985)
- Персей и Андромеда, опера в одном действии (1990)
- Omaggio a Burri для трёх инструментов (1995)
- Лживый свет очей моих (Luci mie traditrici), опера в двух действиях (1998, с использованием шансон Клода Лежёна)
- Голоса за стеклом (Le voci sottovetro), для меццо-сопрано и инструментального ансамбля (1998; 4 пьесы Карло Джезуальдо в обработке Шаррино)
- Ужасная и страшная история князя Венозы и прекрасной Марии (La terribile e spaventosa storia del Principe di Venosa e della bella Maria), для сицилийского кукольного театра (1999)
- Молчаливое пение (Cantare con il silenzio), для шести голосов, флейты, ударных и электроники (1999)
- Послание антиподов, принесённое ветром (Lettera degli antipodi portata dal vento), для флейты соло (2000)
- Этюды к настройке моря (Studi per l’intonazione del mare), для контральто, 4 флейт, 4 саксофонов, ударных, оркестра из 100 флейт и оркестра из 100 саксофонов (2000)
- Респонсорий Тёмной утрени (Responsorio delle tenebre), для 6 голосов (2001)
- Струнный квартет № 7 (2001)
- Макбет, «три действия без названия» (2002)
- Археология телефона Концерт для 13 инструментов (2005)
- От мороза к морозу, опера (Da gelo a gelo) (2006)
- 12 мадригалов, для вокального ансамбля (2007)
- Сад Сары для сопрано и инструментов (2008)
- Врата закона (La porta della legge, quasi un monologo circolare), опера (2009)
- Superflumina, одноактная опера (2010)
- Фанофания для ансамбля (2010)
- Пальцы, четыре руки для фортепиано в 4 руки(2009)
- Другой сад для голоса и 8 инструментов (2009)
- Струнный квартет № 9 «Утренние тени Пьеро» (2012)
- Джезуальдо без слов (Gesualdo senza parole), для инструментального ансамбля (2013)
- Неточная машина времени (L’imprecisa macchina del tempo), для хора и камерного оркестра (2014)
- Новая Эвридика (по Рильке), для голоса с оркестром (2015)
- Я вижу тебя, я слышу тебя, я теряю себя.. (В ожидании Страделлы), опера в двух действиях (2017)
- Мечта Страделла для фортепиано и ансамбля (2017)
- Ночная навигация для четырех фортепиано (2017)
- Фрагменты страсти для сопрано, флейты, альта, виолончели и органа (2017)
- Алессандро Страделла Три арии из ораторского искусства Сан-Джованни-Баттиста, для сопрано, флейты и струнных (2018)
- Arioso a 5 для камерного ансамбля (2018)
- Удивление для баритона, флейты, скрипки и ударных (2018)
- Чем привлекает пение? — сцена из Эсхила (2019)

## Школа
В числе учеников Шаррино контрабасист Стефано Скоданиббио.

## Признание
Член Национальной академии Санта-Чечилия. Международная премия Фельтринелли (2003), Музыкальная премия Зальцбурга (2006), BBVA Foundation Frontiers of Knowledge Awards (2011) и другие награды.